# پیر دوکس
پیر دوکس (فرانسوی: Pierre Dux‎؛ ۲۱ اکتبر ۱۹۰۸ – ۱ دسامبر ۱۹۹۰) بازیگر اهل فرانسه بود.

## گزیدهٔ فیلم‌شناسی
- کتاب‌خوان (۱۹۸۸)
- سه مرد برای کشتن (۱۹۸۰)
- بخش ویژه (۱۹۷۵)
- زد (۱۹۶۹)
- عشق‌های مشهور (۱۹۶۱)
- آقای ونسان (۱۹۴۷)